# Луговские (Витебская область)
Луговские — деревня в Городокском районе Витебской области Белоруссии. Входит в состав Межанского сельсовета, ранее входила в Руднянский сельсовет.
Находится в 4 верстах к северу от деревни Газьба рядом с границей с Россией (3 км до деревни Чурилово уже в Псковской области).